# 조프루아 2세 드 브르타뉴 공작
제프리 2세(Geoffroy II, Geoffrey II, Jafrez II, 1158년 9월 23일 ~ 1186년 8월 19일)은 잉글랜드 왕국의 왕족이자 프랑스 왕국의 귀족이다. 콩스탕스 드 브르타뉴 여공작과의 결혼을 통해 1181년부터 1186년까지 브르타뉴 공작을 지냈다. 헨리 2세와 엘레오노르 다키텐 여공작 사이의 4번째 아들이다. 15살 되던 1173년 친형 청년왕 헨리, 사자심왕 리처드 1세와 함께 부왕에 대한 반란을 일으켰다가 실패했다. 만년에는 프랑스 왕국의 군주 필리프 2세의 아들 필리프 드 불로뉴 백작의 친구로 프랑스에 거주하다가 마상사고로 사망했다.

## 생애

### 생애 초반
제프리는 헨리 2세와 엘레오노르 사이에서 네 번째로 태어난 아들로, 청년왕 헨리와 사자심왕 리처드 1세가 그의 형이며 작센 공작부인 마틸다가 누나이다. 제프리 밑으로 카스티야의 엘레오노르, 조반나 딩글랜드, 존이 있다. 이름은 할아버지인 앙주 백작 조프루아 5세에서 따왔다.
헨리 2세는 브르타뉴 영지에 대한 간접 통치 정책을 변경시켜서 좀 더 직접적으로 다스리기 위해 노력했다. 그리하여 헨리는 브르타뉴 공작 코낭 4세와 전투를 벌여 평화 협정을 맺기에 이르렀다. 이후 브르타뉴의 토착 귀족들이 코낭 4세에게 대항해 반란을 일으키자 오히려 헨리에게 도움을 요청할 수밖에 없게 되었고, 1164년 헨리는 브르타뉴와 노르망디의 경계선 부근의 영토를 획득하기 위해 그 요청을 받아들여 전쟁에 개입했다. 1166년 브르타뉴 지역 봉신들을 응징하기 위해 침공한 뒤 코낭의 작위를 박탈하고 공작 작위를 코낭의 다섯 살 난 외동딸 상속녀 콩스탕스에게 넘기도록 했다. 그리고는 8살의 제프리와 콩스탕스를 약혼시켰다. 이런 작위 승계 방식은 중세 당시에는 매우 이례적인 것으로, 코낭이 이후에 아들을 가지게 된다면 그 아들이 적법한 공작 승계자가 되는 것이기 때문이다. 콩스탕스와 제프리가 실제로 결혼한 때는 약혼한지 15년만인 1181년 7월이다.
한편 날로 높아지던 헨리와 프랑스 왕 루이 7세의 긴장감은 레반트 지역의 십자군 국가로 보낼 자금 모집 방법과 관련한 사소한 논쟁으로 1167년의 전쟁으로 번지고 말았다. 루이는 웨일즈와 스코틀랜드, 그리고 브르타뉴와 자신의 프랑스 연합을 만들어 노르망디로 침공했다. 헨리는 이에 대응해서 루이의 주요 무기고인 쇼몽 쉬르 엡트를 공격해 마을을 불태우고 루이가 동맹들을 배신하고 혼자 평화 협정을 맺도록 만들었다. 그제서야 여유가 생긴 헨리는 여전히 자신의 브르타뉴 지배에 불만을 품고 반란을 획책하는 봉신들을 응징하기 위해 브르타뉴로 달려가 굴복시켰다.

### 반란 시도와 실패
제프리는 15살 때인 1173년에 형 청년왕 헨리와 리처드와 함께 처음 자신의 아버지에게 반란을 일으켰다. 1174년에 반란이 실패로 돌아가고 지조르에서 휴전협정을 맺은 후에는 한동안 아버지와 잘 지낸 편이었다. 리처드의 영지 중 일부를 젊은 헨리에게 달라는 요구와 함께 벌어진 1183년의 반란에서 제프리는 친형 젊은 헨리측에 가담하여 처음 반란과는 달리 주역이 되었다.
제프리는 훗날 프랑스 왕 필리프 2세가 되는 필리프 왕세자와 친하게 지냈고, 둘은 헨리 2세에 대항하는 동맹을 종종 맺기도 했다. 제프리가 주로 머문 곳도 파리에 있는 필리프의 궁이었고, 필리프는 제프리를 프랑스의 세네샬에 임명했다. 1186년 여름에 제프리가 생애 마지막으로 파리에서 머물렀을 때 필리프는 제프리에게 아버지 헨리 2세에 대한 반란을 일으킨다면 도와주겠다면서 모반을 충동질하기도 했다.
이렇게 수 차례 아버지 헨리 2세에게 배반을 획책했기 때문에, 웨일즈의 제럴드와 같은 사람들의 기록에 나타나다시피 배신자로 악명이 높았으며, 반란군을 모으기 위한 자금 때문에 수도원과 교회를 약탈한 것으로도 유명했다. 종교적인 신심을 찾아보기 힘든 이런 행위들은 교회와 연대기 작가들이 비판적인 시각의 기록을 남기게 만들었다.

### 죽음
1186년 8월 19일 27살의 나이로 프랑스 파리에서 사망했다. 다른 문서에서는 사망일자를 8월 21일이라고도 한다.
그의 죽음에 대해서 이설이 있지만 가장 많이 알려진 얘기는 호비든의 로저가 쓴 연대기가 출처인데, 마상 창 시합을 하다 낙마하여 말에 짓밟혔다는 것이다. 웨일즈의 제럴드의 기록에 따르면 비탄에 빠진 필리프가 장례식에서 그의 관을 향해 뛰어들고자 발버둥치는 주위 사람들이 간신히 말렸을 정도였다고 한다.
프랑스 궁정 서기인 리고르드가 전하는 다른 얘기에 따르면, 제프리가 필리프와 모반을 획책하면서 노르망디를 짓밟겠다고 말한 뒤에 갑자기 격렬한 심장 통증과 함께 쓰러졌다고 한다. 제프리가 갑작스런 병으로 죽었다는 얘기는, 이렇게 갑작스런 질병으로 인한 죽음은 신을 부정하고 교회를 짓밟은데다, 자신의 아버지 헨리 2세에 대한 반란을 꾀하는 사악한 사람을 신이 징벌했다는 의도를 갖고 연대기 작가가 날조했다는 견해가 있다. 반대로 마상 창 시합으로 죽었다는 얘기가 오히려 필리프 쪽이 둘 간의 만남이 의도한 진짜 목적을 숨기기 위해서 마상 창 시합으로 꾸며냈다는 견해도 있다.
제프리와 사이좋게 지냈었던 이부자매 샹파뉴 백작부인 마리는 제프리의 장례식에 참석하여 그의 안식을 비는 미사를 올렸다.
제프리는 노트르담 대성당에 묻혔으나 그의 묘지석은 프랑스 대혁명이 일어나기 전에 18세기 무렵에 파괴되었다.

## 후계자
제프리가 죽은 이후, 헨리 2세는 미망인이 된 며느리 콩스탕스를 체스터 백작 레이널프와 결혼시켰기 때문에 레이널프가 그 결혼으로 브르타뉴 공작이 되었으나 얼마 후 결혼이 취소되면서 공작위를 내려놓았다.
후일 그의 아들 아더 1세가 브르타뉴 공작위를 계승했지만 그는 1203년에 자녀 없이 사망, 한동안 앙주백작 작위는 공석에 놓여 있다가 프랑스로 넘어가게 된다.